# Вотертаун (містечко, Вісконсин)
Вотертаун (англ. Watertown) — місто (англ. town) в США, в окрузі Джефферсон штату Вісконсин. Населення — 22 926 осіб (2020).

## Демографія
Згідно з переписом 2010 року, у місті мешкало 1975 осіб у 754 домогосподарствах у складі 573 родин. Було 798 помешкань
Расовий склад населення:
| - 97,6 % — білих - 0,4 % — азіатів - 0,3 % — чорних або афроамериканців - 0,1 % — корінних американців |

До двох чи більше рас належало 0,9 %. Частка іспаномовних становила 2,6 % від усіх жителів.
За віковим діапазоном населення розподілялося таким чином: 22,6 % — особи молодші 18 років, 61,9 % — особи у віці 18—64 років, 15,5 % — особи у віці 65 років та старші. Медіана віку мешканця становила 44,4 року. На 100 осіб жіночої статі у місті припадало 107,0 чоловіків;  на 100 жінок у віці від 18 років та старших — 105,7 чоловіків також старших 18 років.
Середній дохід на одне домашнє господарство  становив 81 973 долари США (медіана — 69 632), а середній дохід на одну сім'ю — 91 313 долари (медіана — 74 911). Медіана доходів становила 55 000 доларів для чоловіків та 32 111 долар для жінок. За межею бідності перебувало 6,3 % осіб, у тому числі 10,0 % дітей у віці до 18 років та 4,1 % осіб у віці 65 років та старших.
Цивільне працевлаштоване населення становило 1130 осіб. Основні галузі зайнятості: освіта, охорона здоров'я та соціальна допомога — 24,2 %, виробництво — 21,2 %, роздрібна торгівля — 9,3 %, будівництво — 8,1 %.